# أحمد كرامي
أحمد كرامي (و. 28 فبراير 1944- توفي بتاريخ 2020/7/5)، هو سياسي لبناني ووزير دولة في حكومة نجيب ميقاتي التي شكلت في 13 يونيو 2011.

## حياته
وزير دولة. سني. مواليد طرابلس في 28 فبراير 1944. حائز على الإجازة في الاقتصاد والعلوم السياسية من جامعة بيروت العربية (1970) ومدير مرفأ طرابلس (1973 – 1991) ورئيس حزب الشباب الوطني. خاض الانتخابات النيابية عن محافظة الشمال - طرابلس عام 1992 على لائحة «الثقة والتغيير» ولم يحالفه الحظ. فاز في الانتخابات النيابية - محافظة الشمال عام 1996. ترشح في دورة العام 2000 ولم يحالفه الحظ. انتخب نائباً في العام 2009. وهو ابن عم فيصل كرامي وزير الشباب والرياضة في حكومة يونيو 2011.